# Pimentón de Candeleda

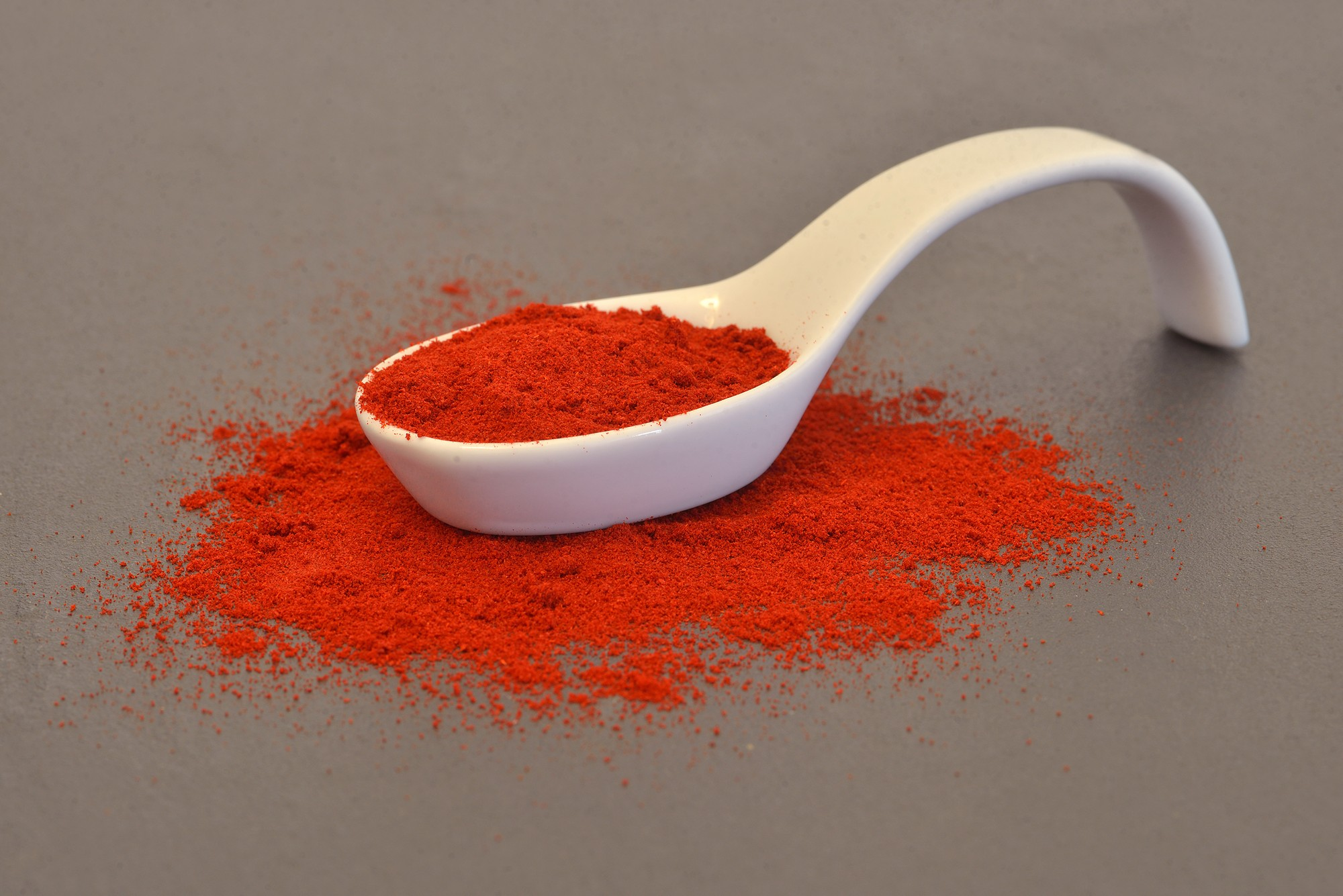
Pimentón ahumado de Candeleda

El pimentón de Candeleda es el pimentón producido desde el siglo XVII en el área del municipio abulense de Candeleda en Castilla y León, España. Situado en el valle del Tiétar, al suroeste de la Sierra de Gredos. 
Este pimentón es el resultado de la molienda de pimientos rojos y maduros de las variedades locales: Bellotero (o Vergel), Lerén, Agriduz y Tres esquinas,(Capsicum longum L.) previamente desecados -mediante el sistema tradicional- con el humo de lumbres de leña de roble y encina prendidas sobre el suelo de losas de barro de unas singulares y centenarias construcciones de piedra denominadas Sequeros .
Este pimentón se caracteriza porque los frutos -antes de ser molidos- son sometidos a un proceso conocido como espezonado, en el que se eliminan sus pedúnculos, y porque no le resultan añadidos aceites vegetales para realzar su color u otorgar brillo al resultado de la molienda. 
Adiciones que no resultan necesarias, dado el alto poder colorante de esta especia que en algunas marcas de la localidad alcanza hasta las 208 unidades en el índice ASTA.

## Candeleda

Candeleda

Candeleda es un municipio abulense del Valle del Tiétar que limita al oeste con Madrigal de la Vera (Cáceres), al este con Arenas de San Pedro (Ávila), al sur con el río Tiétar y la provincia de Toledo en Castilla-La Mancha, y al norte con las cumbres montañosas de la Sierra de Gredos.
Su término municipal, de más de 20.000 ha, se caracteriza por albergar uno de los mayores desniveles altimétricos de un municipio en la península ibérica   -que arranca desde los 240 m s. n. m. del lecho del Pantano de Rosarito, hasta los 2.592 del Pico del Moro Almanzor- y un especial microclima con un régimen de lluvias semejante al de la Cornisa Cantábrica y unas temperaturas medias anuales de 16 grados centígrados. 
Estas especiales condiciones han permitido el desarrollo de una rica biodiversidad y una importante actividad y cultura agrícola y ganadera, con más de 2.000 ha de tierras labradas, la mayor parte de ellas de regadío, que eran descritas por el Premio Nobel de literatura,  Camilo José Cela, en su libro Judíos, moros y cristianos,  en los siguientes términos:

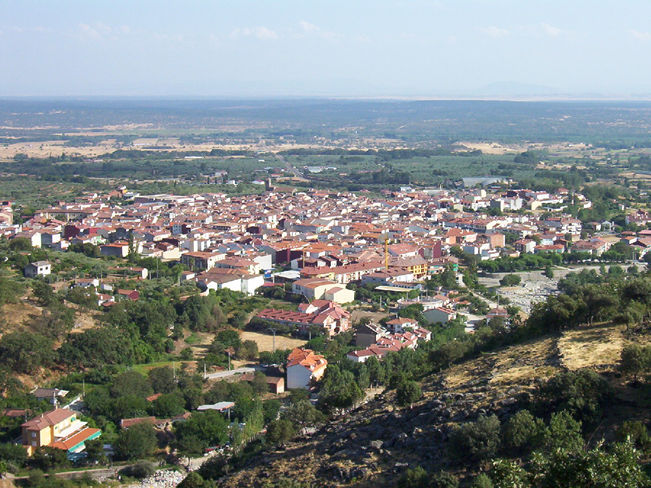
Vista aérea de Candeleda

Candeleda tiene de todo, es como el arca de Noé de los tres reinos de la naturaleza, a saber: animal, vegetal y mineral. En Candeleda se cría tabaco y maíz, pimiento para hacer pimentón y la judía carilla, sabrosa como pocas. En Candeleda, a la vista de las nieves perpetuas, florecen el limonero, el naranjo y el almendro. Candeleda muestra fresnedas y robledales, higueras y piornales, castañares y olivares. En Candeleda hay cancho y praderío, huerta y majada, pan, vino y aceite. En el campo de Candeleda se enseña la glauca del piorno, la alba margarita de la manzanilla, la campánula rosa, morada y azul. En los balcones volados de Candeleda crecen el geranio y el clavel, la albahaca y el botón de rosa francesilla, el fragante dondigo que unos nombran dompedro y otros dicen donjuán, el nardo y el jazmín.

## Origen del pimentón y su evolución en España

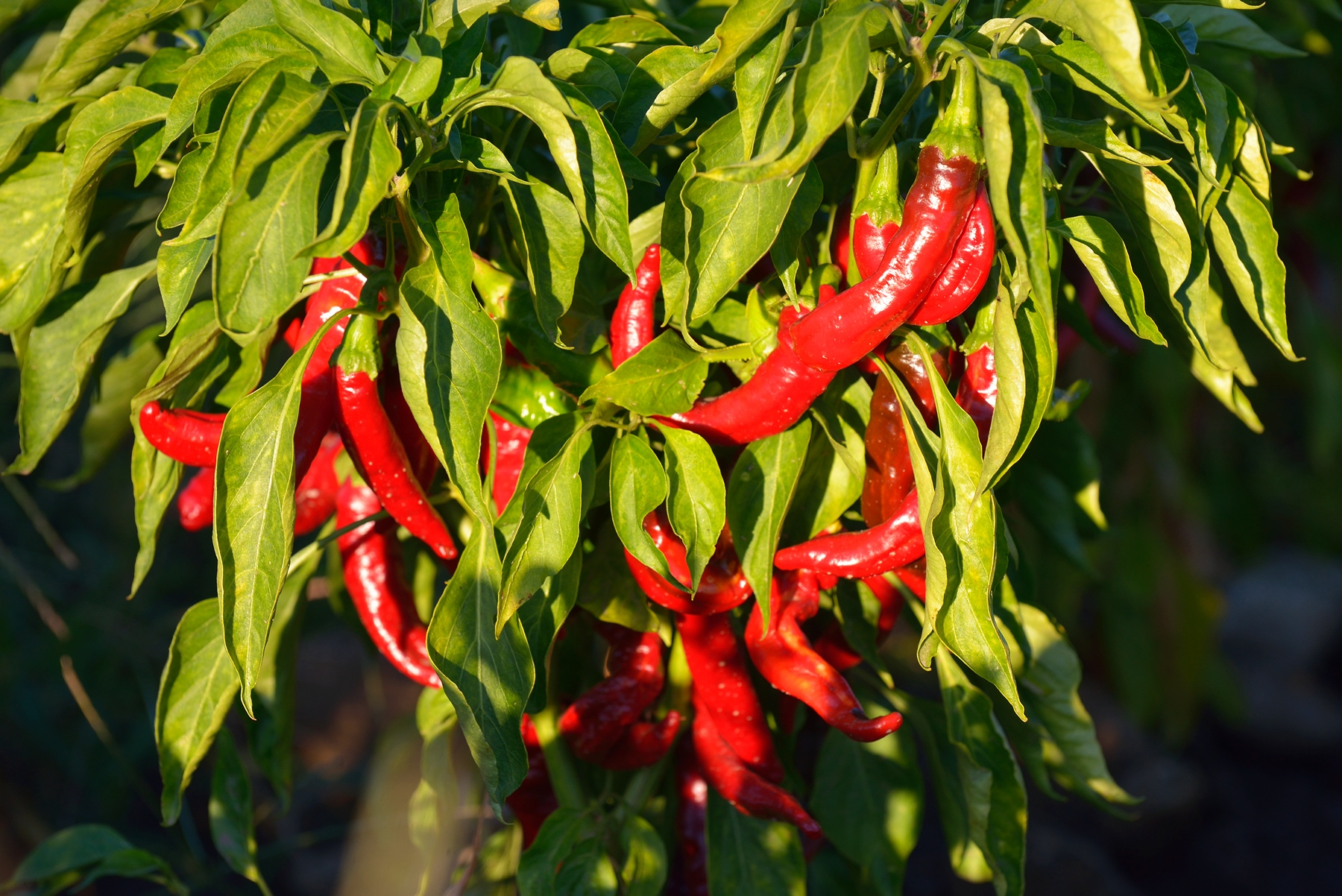
Variedad de pimientos de Candeleda

El pimiento del que se extrae el pimentón tiene su origen botánico en el área del Alto Perú, zona que incluye la cuenca del Lago Titicaca y lo que hoy es Bolivia, desde donde, gracias a las corrientes de los ríos y las aves, comenzó a extenderse al resto de América.
En el Perú, los restos arqueológicos más antiguos que comprueban su presencia se hallaron en la cueva Guitarrero , en la provincia de Yungay (Áncash). Estos se remontan a unos 8.000 años antes de nuestra era. Pero no son los únicos.
Era un alimento básico para los originarios americanos, con diferentes usos culinarios en función de las variedades de que se tratara y, como tal, resultó apreciado por Cristóbal Colón a su llegada al nuevo continente. El 15 de enero de 1493 lo describiría en su diario de a bordo en los siguientes términos: Es pimienta en vainas, (...) muy fuerte, pero no con el sabor de Levante. El padre Bartolomé de las Casas, en la transcripción del diario de Colón, dice: También hay mucho ají, que es su pimienta, della que vale más que pimienta, y toda la gente no come sin ella, que la halla muy sana; puédanse cargar cincuenta carabelas cada año en aquella Española.
En su vuelta a España es traído con él por el propio Almirante y ofrendado a los Reyes Católicos en el Monasterio de Guadalupe, desde donde los monjes jerónimos extendieron su cultivo a otros establecimientos de su orden, especialmente al Monasterio de Yuste en La Vera, y al de La Ñora en Murcia. A partir de este momento aparecen dos zonas geográficas diferenciadas dedicadas al cultivo de pimiento, con variedades locales (Capsicum longum L.) en La Vera y variedades bola ( Capsicum annum L.) en Murcia.
La verdadera revolución del pimentón en España se produce en el siglo XIX y a principios del siglo XX cuando nuestro país exportaba 20 millones de kilos a sus mejores clientes, convirtiendo el comercio de pimentón en una importante fuente de riqueza. Esta bonanza generó que los productores murcianos intentaran aumentar la calidad de sus productos mediante la adicción de aceites de oliva que consiguieran que los pimentones de peor calidad parecieran más lustrosos y pesaran más. Práctica que, sin embargo, resultó prohibida, tal como recoge el Real Decreto de 31 de diciembre de 1902, que en su artículo 1.º decía: Se considerará género de ilícito tráfico como pimentón, por mostrar el principio de ejecución de un fraude, la mezcla del fruto seco y pulverizado del pimiento con cualquier otra substancia, aun cuando ni éste ni la mezcla puedan dañar la salud.
Sin embargo, en 1928, mediante Real Orden de 14 de febrero, durante la dictadura de Miguel Primo de Rivera se autorizó la adición de aceite al pimentón, por lo que los pimentones de peor calidad mejoraban su aspecto y subían de peso. Esta práctica -que en esencia era autorizar su adulteración- supuso la destrucción de la exportación española de pimentón y muy especialmente del pimentón de la Vera, que no pudo competir en precio con el murciano. La causa que ya quedaba en evidencia era la misma que iba a definir su propio devenir a lo largo del siglo XX: el encarecimiento que suponía su traslado hasta los puertos y, especialmente, su costoso sistema artesanal de fabricación de secado con humo.

## Introducción del pimentón en Candeleda
En lo que se refiere a la época en que empezó a elaborarse pimentón en Candeleda, se puede afirmar que fue prácticamente al mismo tiempo en que comenzó a producirse en La Vera extremeña, aproximadamente a finales del siglo XVII y principios del XVIII.  
Ya en el año 1751, en el que se realizó en la zona el Catastro de Ensenada, existían en Candeleda un total de 9 juegos de piedras distribuidas en 7 molinos, dedicadas exclusivamente a la molturación del pimiento". Un siglo más tarde, sabemos, gracias al Diccionario Madoz, que la cantidad de piedras de molino se había incrementado hasta las 58 y que la importancia del pimentón había aumentado, de forma que el pimiento forma la base de su riqueza, por la abundancia de agua con que se cuenta para su cultivo y el comercio de exportación... de cuyo ramo se extraen anualmente 50.000 arrobas.
El pimiento continuó en Candeleda en su régimen de monocultivo hasta pasada la guerra civil de 1936, en que se sustituyó en su mayor parte por productos, que como el tabaco, resultaban mucho más rentables, ya que el proceso absolutamente tradicional empleado para la obtención del pimentón era tan especializado, largo y costoso, que el trabajo y esfuerzo invertidos no se veía recompensado con los precios obtenidos. Los cultivadores que mantuvieron la producción de pimentón permanecieron ajenos al enfrentamiento suscitado como consecuencia de las presiones de los productores murcianos para que se les permitiera adicionar a su producto aceite de oliva, con el objetivo de conseguir que los pimentones de peor calidad parecieran más lustrosos y pesaran más.
Sin embargo en Candeleda, la producción del pimentón -que ha llegado hasta nuestros días como una actividad complementaria realizada por unas pocas familias- continuó con el método tradicional, produciendo un pimentón dirigido, de forma casi exclusiva, al exigente consumo local y a la elaboración de productos típicos, de forma que ha resistido el paso de los siglos absolutamente ajeno a los cambios de la agricultura extensiva. 
Así, podemos afirmar que el Pimentón de Candeleda continúa, hoy en día y con ligerísimas modificaciones, elaborándose tal y como se hacía cuando Ensenada elaboró su catastro, allá en el año 1751: cultivando tan sólo sus variedades autóctonas (sin introducir variedades, como la bola murciana, extrañas a la zona y que nunca han sido aceptadas por los cultivadores candeledanos), secándose en sequeros tradicionales; y moliéndose sin añadir aceites ni pedúnculos.

## Los sequeros de Candeleda

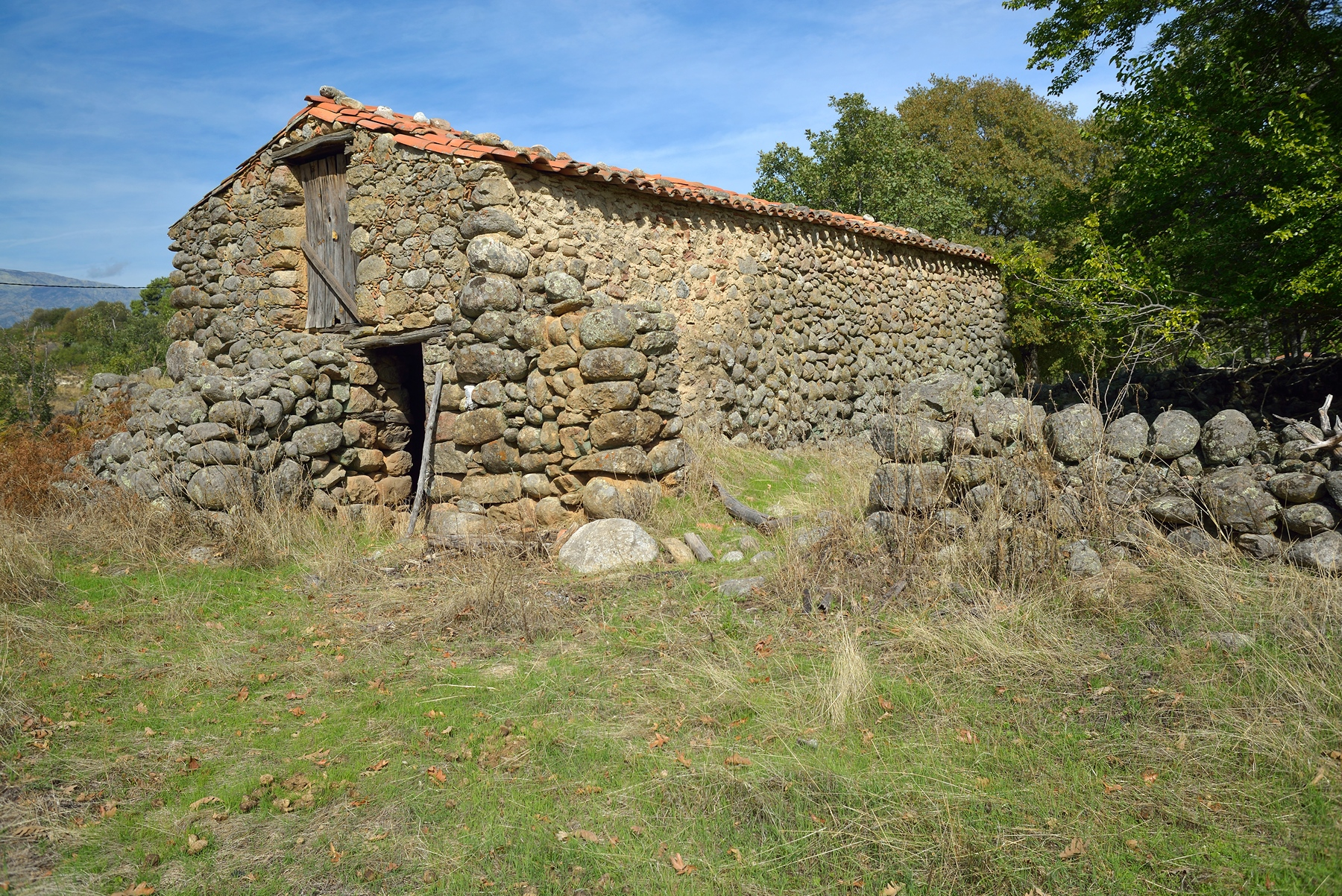
Sequero de Candeleda construido con cantos rodados extraídos de las gargantas

Las importantes lluvias otoñales que, al igual que en la vecina zona de la Vera, se producen en Candeleda coincidiendo con el momento de la cosecha del pimiento,  obligaron a los cultivadores candeledanos a desarrollar un proceso alternativo al del secado al sol (utilizado en la zona de Murcia), consistente en secarlo al humo en construcciones de piedra especialmente habilitadas para ello, denominadas sequeros.
De esta forma, el cultivo del pimentón y la especial climatología configuraron una arquitectura específica que jalonó el campo candeledano de sequeros que las familias utilizaban como segunda residencia durante gran parte del año y en los que deshidrataban el pimiento con la llegada del otoño. Este ejemplo del patrimonio candeledano y de la arqueología industrial, sólo la podemos contemplar en Candeleda, en sus campos, o integrados en el área metropolitana. No encontramos sequeros en La Vera extremeña, aunque sea zona productora actual de pimentón, ni en las demás tierras del valle del Tiétar o de Ávila, ni en los campos de Oropesa o Toledo, ni en otros lugares de España o del mundo. Los sequeros solamente los podemos encontrar y admirar en Candeleda.
El Diccionario Madoz señala, a finales del siglo XIX, la existencia en Candeleda de mil sequeros, posesiones cercadas usadas para secar pimientos y castañas,  y aunque actualmente no existe un censo exacto, podemos señalar que su número oscila entre los 100 y los 150 sequeros en diferentes condiciones de conservación.
Los sequeros son construcciones de dimensiones variables, aunque la mayoría son de planta rectangular de aproximadamente entre 8 y 13 metros de largo por 3 o 4 metros de ancho y unos 5 m de altura desde el suelo a la cumbrera. Los materiales que se emplearon principalmente en su construcción fueron la piedra, el adobe, la madera y la teja árabe.
El sequero está dividido en dos alturas perfectamente diferenciadas: 
1. Un nivel inferior, de losas de barro,  en el que se prende las lumbres necesarias para producir el calor y el humo necesario para secar los pimientos. En las paredes de este primer nivel se practican huecos destinados a facilitar corrientes de aire que aviven los fuegos practicados.
2. Un nivel superior, denominado zarzo, con un suelo construido a base de varas de sauce, fresno u ojaranzo -en algunos casos, aunque muy escasos, de listones de madera de roble o castaño- que es el lugar en el que se colocan los pimientos para su secado. En el suelo del zarzo  se ubican trampillas a través de las cuales se deja caer el pimiento al piso inferior una vez seco para proceder a su pisado.
Los sequeros de pimentón, como recoge Arcadio Blázquez en su obra, Candeleda, el Reino del Sequero,  representa un legado de los antepasados, que según sus palabras, es: singular, particular, único, exclusivo, generoso y diverso, un patrimonio de más de un centenar de estos bellos inmuebles de los cuales se puede disfrutar en Candeleda, y permiten, además, producir un pimentón único e inimitable.

## Elaboración del Pimentón de Candeleda[14]
Los semilleros

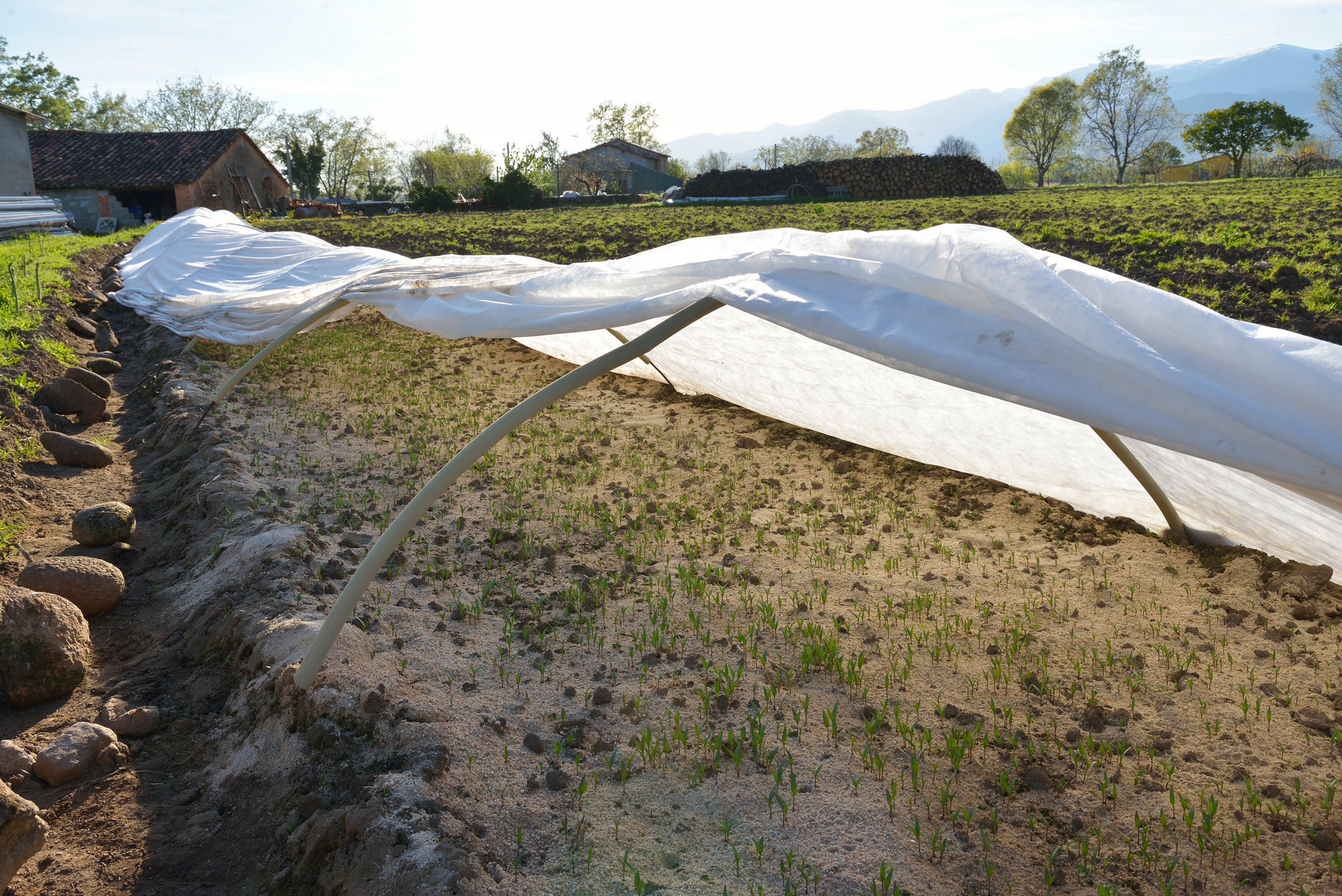
Semillero de pimientos en Candeleda

El proceso se inicia con la selección de las semillas pertenecientes a los mejores pimientos de la recolección que servirán de simiente a la hora de plantar los semilleros del año siguiente. Llegado el mes de diciembre se ara la tierra y se abona con abonando la misma con estiércol procedente de las majadas de cabras y ovejas de la zona.
A mediados del mes de marzo del año siguiente se ara y abona de nuevo la tierra, perfilando sobre el terreno las eras sobre las que se derramaran las semillas seleccionadas,  cubriéndolas posteriormente con una fina capa de arena de río.
Una vez sembrados, los semilleros se tapan con gasa para protegerlos del frío y se deja que crezca la planta durante un periodo aproximado de un mes y medio
El cultivo y la recolección

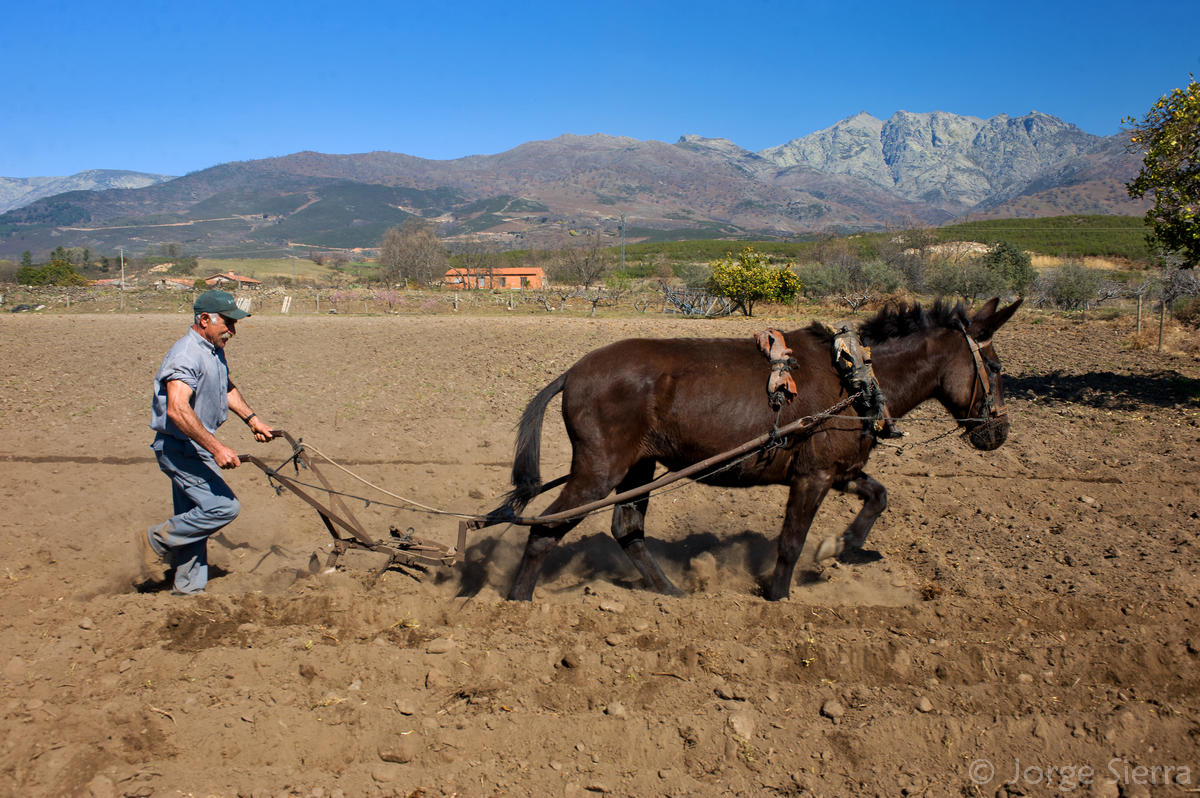
Arando el campo con la mula siguiendo la manera tradicional en Candeleda

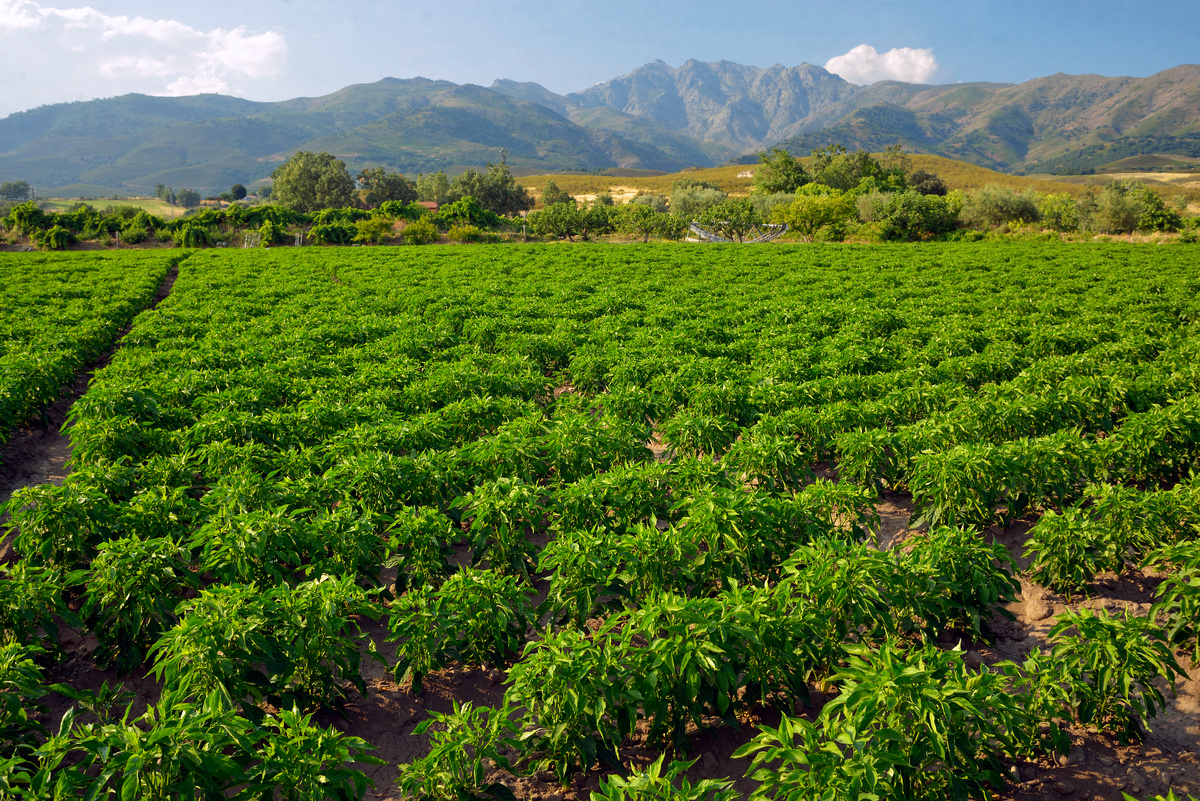
Pimental en Candeleda antes de la recolección

Antes del mes de mayo, fecha en la que se realiza el traslado de las plantas del semillero al pimental, se prepara su tierra, iniciando dicho procedimiento rompiéndola con la vertedera para mezclarla con el estiércol y allanárla posteriormente con un rastrillo.
Una vez rota y allanada la tierra se aloma, es decir, se hacen los surcos con un arado romano, más conocido como arado horcón en sentido transversal a la inclinación del mismo con el fin de facilitar su riego, distribuyéndolo en  cuarterones, cuyo número depende de las dimensiones del terreno que se va a plantar. Resultado del proceso de alomar son los surcos o parte baja para el regado de las plantas, y los lomos o parte alta, a cuyos lados se colocaban las plantas procedentes de los semilleros, labor que se realiza con una estaquilla denominada muleta que horada la tierra, dejando un agujero en donde se introducen las plantas – aproximadamente a una cuarta una de otra - que son inmediatamente arropadas con tierra apelmazada a su alrededor.
A los tres días se procede a realizar un riego de agarre. El primer riego se ejecuta a surcos, los siguientes se hacen a cainilla, es decir rompiendo con la azada los lomos para dejar pasar el agua circulante por las madres - especie de canales para hacer llegar el agua a todas las partes del pimental - e invadir los surcos de tal forma que si uno se riega en una dirección, el siguiente reciba el agua en dirección contraria.
A los quince días aproximadamente se echa el abono y se riega inmediatamente después. Se procede después a mullir, es decir a ahuecar con un sacho la tierra circundante a la planta trasplantada, eliminando a la vez las malas hierbas, y procediendo también a reponer aquellas plantas que no hayan agarrado bien o que se hayan estropeado.
A mediados del mes de septiembre se inicia la recolección del pimentón, mediante un procedimiento manual en el que se sólo se seleccionan los pimientos mejores y más maduros.
El secado

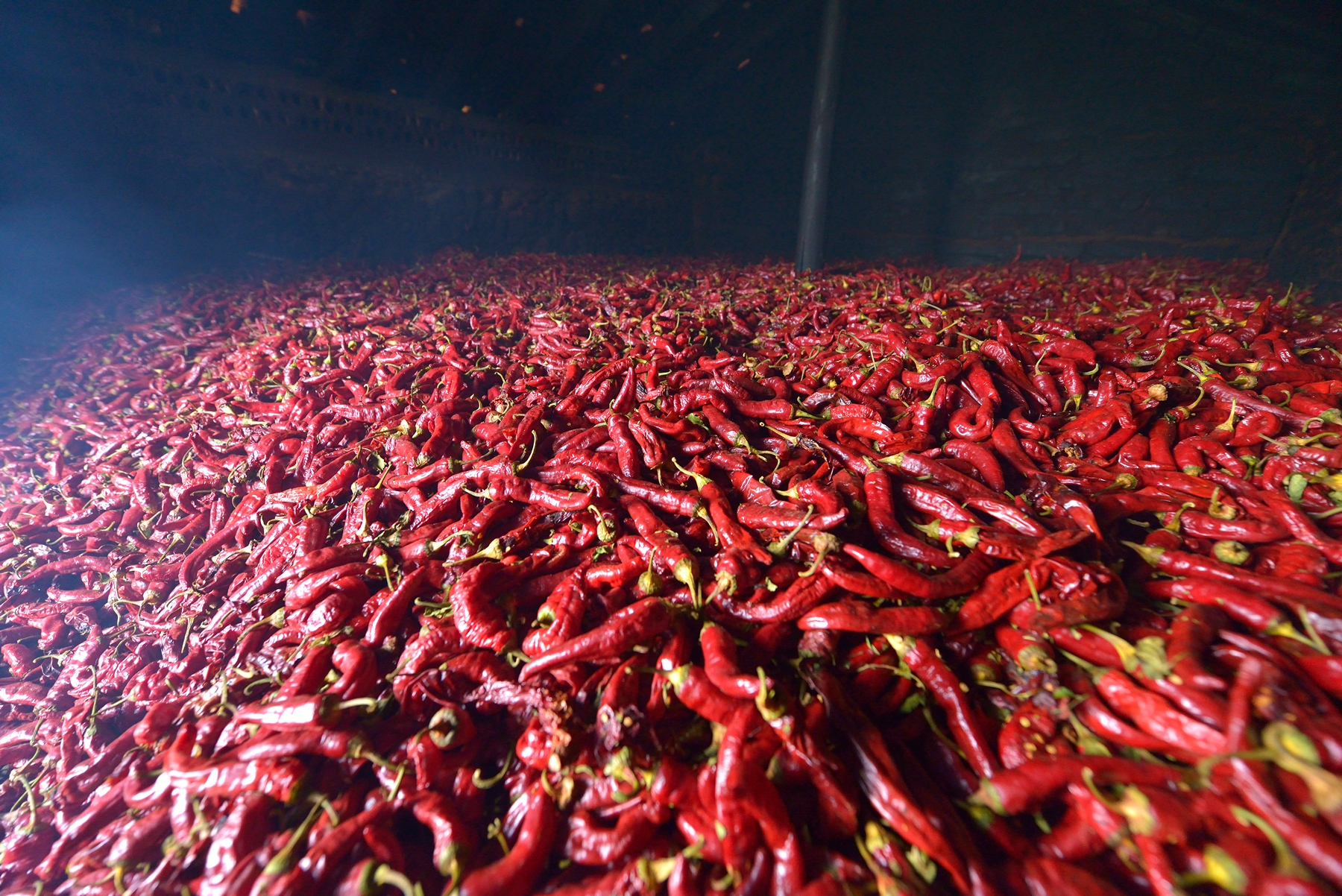
Ahumado de los pimientos en los sequeros

Una vez recogida la cosecha de pimientos, el siguiente paso para su transformación en pimentón es el de proceder a su secado al humo, mediante un procedimiento lento y laborioso desarrollado en esos edificios construidos al efecto, denominados sequeros.
Recolectados los pimientos y transportados al sequero en sacos se extienden sobre el  zarzo un manto rojo que alcanza el medio metro de altura,  para que allí depositados les llegue por convección el calor y el humo procedente de las lumbres prendidas en el hogar del piso inferior,  principalmente de troncos gruesos de madera de encina o roble, para completar de esta forma su secado.
El número de hogueras es variable, dependiendo el mismo del tamaño del sequero, pero normalmente suelen oscilar entre cinco y siete. Las hogueras se mantienen permanentemente encendidas durante el proceso de secado, que se alarga durante 15 días.
Durante el proceso de secado los pimientos pasan de un contenido de humedad del 80% a menos del 15%. 
Para conseguir la uniformidad en el secado de los frutos y evitar las brevas o partes del fruto secadas inadecuadamente se procede a realizar el volteo o rodeo de los mismos, operación muy difícil de ejecutar debido a las altas temperaturas y elevados porcentajes de humedad existentes en el interior del sequero. La operación de rodear se hace primero de adelante hacia atrás, para posteriormente hacerlo en sentido contrario, y así diariamente durante el día y la noche, el tiempo que dure el secado de los pimientos,  siempre según la costumbre del encargado del secado, verdadero especialista del que depende en gran parte la calidad del pimentón resultante, ya que el proceso de secado es, a su vez, una ciencia y un arte. 
Este procedimiento consigue completar el proceso de maduración del pimiento y confiere al pimentón de Candeleda un extraordinario poder colorante y una enorme estabilidad del mismo, duradera en el tiempo, que no se consigue en otras procedencias. De hecho, este proceso, suave y poco agresivo, supone algo más que una simple deshidratación del fruto, ya que el humo de la leña aporta, además de una serie de cualidades aromáticas, un ambiente protector de los pigmentos y los carotenos del producto, haciendo que las reacciones degenerativas se presenten con menor facilidad.
El pisado y despezonado
Una vez seco el pimiento se límpida cuidadosamente el sequero y se apagan las lumbres enfriando las mismas mediante la aplicación de agua fría en el lugar que estas han ocupado durante las últimas semanas. A continuación, se vuelcan los pimientos a la parte baja del sequero a través de unas trampillas existentes a tal efecto en el zarzo, con el fin de proceder seguidamente a llevar a cabo el pisado con la ayuda de palas de madera en una operación bastante penosa, puesto que el polvo que se desprende irrita los ojos y las vías respiratorias, produciendo un fuerte cosquilleo y picor.
En Candeleda, después de pisar el pimiento este se despezona, eliminando sus pedúnculos, operación que antiguamente se realizaba manualmente y que en la actualidad se lleva a cabo mediante una operación mecanizada que separa la casca del pezón, y asegura que el resultado de la molienda será 100% pimentón, aunque este pierda más de un 20% de su peso final.
Finalmente y tras pisar y despezonar, se procede a encañar, operación que consiste en introducir a presión los pimientos ya troceados en unos sacos, que una vez llenos se cosen con hilo de bramante, con el fin de facilitar su transporte al molino para su molturación y transformación en pimentón.
El molido
La molienda del pimentón se realiza en tres fases: Tronzado, retronce o molido y afinado (no se transmite). La comprobación de la calidad del pimentón se realiza mediante una paleta de pintor en la que se hacen uno o varios pequeños montones de pimentón que a continuación se aplastan con un pedazo de caña que está atada con un cordel a la paleta, con esta operación se forma una U en el pimentón, sobre el cual los expertos dictaminan la calidad del mismo en función de su textura, coloración y brillo.

## Calidad del pimentón de Candeleda
El principal factor de la calidad del pimentón es su color, y no sólo porque de él dependerá su valor comercial (Navarro y Costa, 1994), también porque resulta acreditada la relación de causalidad existente entre el color del producto y su contenido de pigmentos, carotenos y antioxidantes siempre que no haya resultado adulterado con mezclas de otras procedencias o colorantes artificiales.
Tradicionalmente se utilizaba la simple estimación visual del color como medida para valorar el pimentón; pero este proceso dependía de factores externos que podían influir en el resultado, tales como la adicción de aceites, la luz incidente, la naturaleza y la granulometría de la muestra, su humedad, el contenido graso, los colores de los objetos de su entorno y sobre todo, la subjetividad del observador (Duran, 1972; Little y Mackinney, 1972).
Con el objeto de intentar despejar estas variables se buscaron métodos que permitieran medir tanto el color como la concentración de carotenoides del pimentón de manera objetiva, resultando como método más aceptado, a escala internacional, para determinar analíticamente la calidad del pimentón el conocido como ASTA, por espectrometría UV-Visible a 460 nm, según las especificaciones del método 20.1 de la American Spice Trade Association.
El pimentón de Candeleda puesto a la venta (no de muestras generadas específicamente para su análisis) alcanza hasta las 208 unidades ASTA, destacando por su estabilidad en el tiempo, consecuencia del uso de variedades autóctonas, el proceso de despezonado y la no adicción de aceites vegetales al resultado de la molienda.

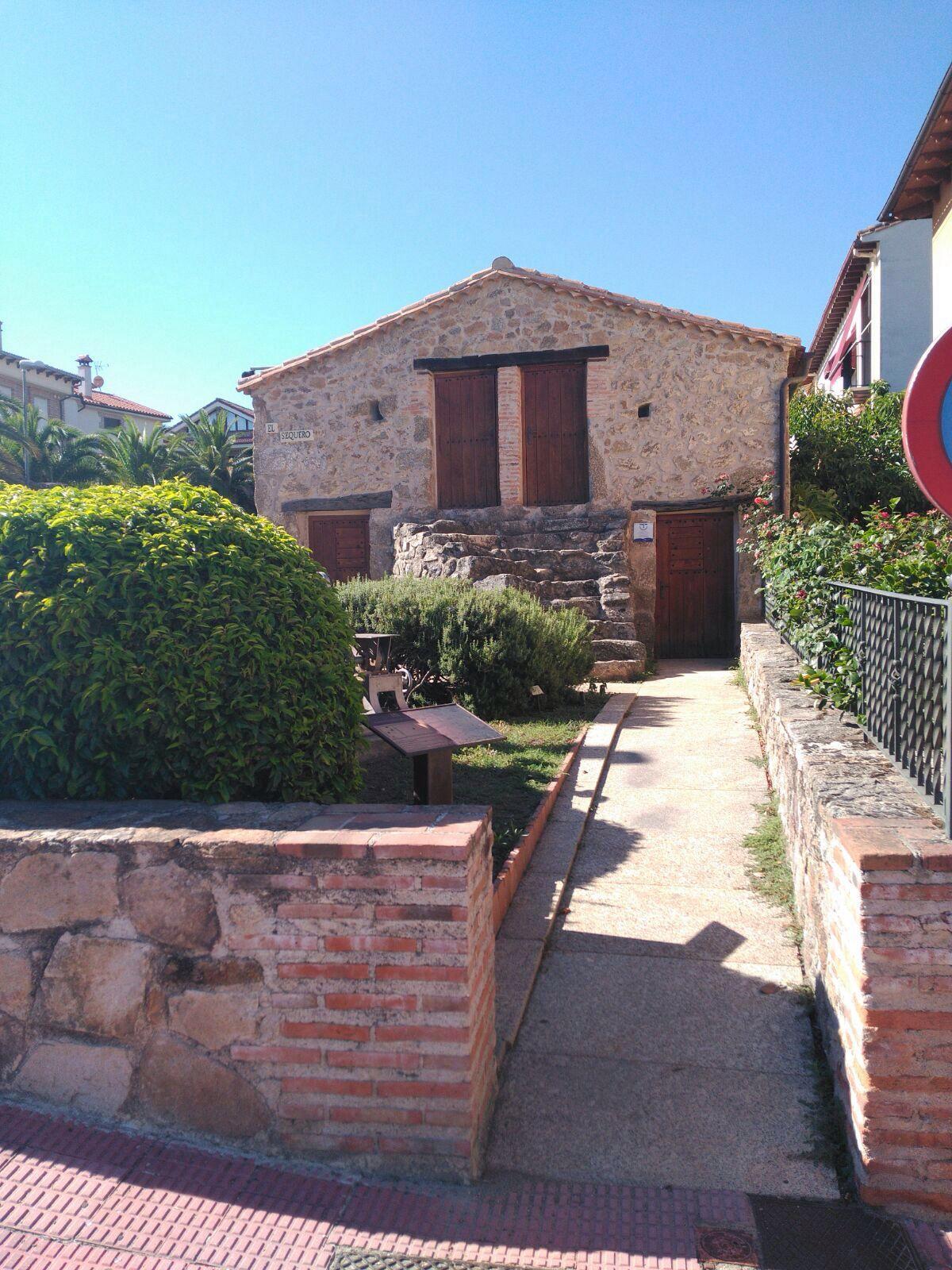
Sequero rehabilitado. Centro de recepción de visitantes y aula de interpretación del pimentón

## Propiedades del pimentón de Candeleda
Este pimiento se caracteriza por su color rojo, aroma estable y un gusto dulce, agridulce o picante. El índice ASTA del pimentón de Candeleda se sitúa entre los 180 y 215 ASTAS molido con sus semillas que aportan abundante vitamina E. 

## Aula de Interpretación del Pimentón "El Sequero"
El Centro de recepción de visitantes y Aula de Interpretación del Pimentón El Sequero, se encuentra ubicado en Candeleda, en la Calle Cruz de Piedra s/n y permite a todos los visitantes que se acerquen a Candeleda conocer el valor y la importación de estos singulares edificios, además de ayudarles a interpretar al relevante papel que esta joya arqueológica desempeña como medio de producción y transformación de los pimientos en pimentón de Candeleda.